# Nazionale maschile di pallacanestro di San Marino
La nazionale maschile di pallacanestro sammarinese rappresenta San Marino nei tornei internazionali maschili di pallacanestro per nazioni organizzati dalla FIBA e viene gestita dalla Federazione Sammarinese Pallacanestro. 
Partecipa al Campionato europeo FIBA dei piccoli stati e ai Giochi dei piccoli stati d'Europa.

## Storia

### Gli anni '90
L'anno 1988 rappresenta l'esordio della nazionale sammarinese al Campionato europeo FIBA dei piccoli stati, che chiude al 5º posto.
Nel 1990 chiude l'europeo dei piccoli stati al 6º posto, questo risultato rimarrà il peggiore nella storia della nazionale fino al 2010.
Nel '92 la nazionale chiude ancora al 5º posto.
Nel 1994 la Federazione Sammarinese Pallacanestro decide di non iscrivere la propria nazionale agli europei dei piccoli stati per problemi finanziari ma nel '96 partecipano e portano a casa la prima storica medaglia del palmarès sammarinese, chiudono al 3º posto iniziando un periodo di grandi successi.
Riescono infatti a bissare il risultato nel 1998 quando chiudono nuovamente al 3º posto portando a casa il secondo bronzo consecutivo.

### Gli anni 2000
Ai campionati europei dei piccoli stati del 2000 ottengono un'altra medaglia, questa volta d'argento, chiudendo al 2º posto.
Nel 2001 la Federazione Sammarinese decide di iscrivere la propria nazionale ai Giochi dei piccoli stati d'Europa, è un esordio da sogno quello dei biancocelesti, è medaglia di bronzo.
L'anno successivo riescono a conquistare la prima, e fino ad ora unica, medaglia d'oro ai Campionati europei dei piccoli stati.
Da questo momento la Serenissima non riesce a conquistare medaglie, fino al 2007 quando prende parte ai XII Giochi dei piccoli stati d'Europa portando a casa il bronzo.

### Gli anni 2010
Nei Campionati europei dei piccoli stati del 2010 la nazionale sammarinese ottiene il peggior risultato della sua storia, chiudendo all'8º posto. 
Al Campionato europeo FIBA dei piccoli stati 2012 sfiora la medaglia ma chiude al 4º posto, come nel 2014.
Nel 2013, ai XV Giochi dei piccoli stati d'Europa, chiude in 5ª posizione e non si iscrive ai Giochi del 2015.
Il 3 luglio 2016, i "Titani" conquistano la loro terza medaglia di bronzo ai Campionati europei dei piccoli stati 2016.

## Campo di gioco
Il palazzetto dello sport dove si allena e gioca le sue partite casalinghe la nazionale sammarinese è il Multieventi Sport Domus di Serravalle, dotato di 3.000 posti a sedere.
Questo palazzetto è inoltre la sede della Federazione Sammarinese Pallacanestro.

## Partecipazioni ai tornei internazionali
- 1988: 5º
- 1990: 6º
- 1992: 5º
- 1996:  3º
- 1998:  3º

- 2000:  2º
- 2002:  1º
- 2004: 6º
- 2006: 5º
- 2008: 5º

- 2010: 8º
- 2012: 4º
- 2014: 4º
- 2016:  3º
- 2018: 6º

- 2001:  3º
- 2003: 4º
- 2005: 4º
- 2007:  3º
- 2009: 6º

- 2011: Non disputati
- 2013: 5º
- 2015: Non partecipante
- 2017: 6º
- 2019: Non partecipante

## Rosa
| N° | Naz.                  | Ruolo | Sportivo         | Anno | Alt. |  |
| -- | --------------------- | ----- | ---------------- | ---- | ---- |  |
| 4  | San Marino (bandiera) | P     | Federico Bombini | 1991 | 175  |  |
| 5  | San Marino (bandiera) | AG    | Enrico Zanotti   | 1990 | 193  |  |
| 6  | San Marino (bandiera) | P     | Davide Macina    | 1993 | 173  |  |
| 7  | San Marino (bandiera) | P     | Kevin Ricciardi  | 1998 | 183  |  |
| 8  | San Marino (bandiera) | AG    | Pietro Ugolini   | 2000 | 196  |  |
| 9  | San Marino (bandiera) | AG    | Lorenzo Liberti  | 1991 | 185  |  |
| 10 | San Marino (bandiera) | AG    | Giovanni Ugolini | 1999 | 188  |  |
| 11 | San Marino (bandiera) | AG    | Andrea Raschi    | 1979 | 198  |  |
| 12 | San Marino (bandiera) | AG    | Marko Mićević    | 1989 | 200  |  |
| 13 | San Marino (bandiera) | C     | Tommaso Felici   | 2001 | 204  |  |
| 14 | San Marino (bandiera) | C     | Ygor Biordi      | 1996 | 204  |  |
| 15 | San Marino (bandiera) | C     | Matteo Botteghi  | 1995 | 203  |  |

### Staff tecnico
- Allenatore: Massimo Padovano
- Assistente: Fabio Podeschi

## Formazioni

### Europei dei Piccoli Stati
Campionato europeo FIBA dei piccoli stati 20124 Tentoni, 5 Zanotti, 6 Gualtieri, 7 Venturini, 8 Giannoni, 9 Cardinali, 10 Rossini, 11 A. Raschi, 12 Liberti, 13 Casadei, 14 G. Raschi, 15 Ugolini,        All. Sergio Del Bianco
Campionato europeo FIBA dei piccoli stati 20144 Macina, 5 Zanotti, 6 Gualtieri, 7 Moretti, 8 De Biagi, 9 Cardinali, 10 Rossini, 11 Raschi, 12 Liberti, 13 Casadei, 14 Olmo, 15 Biordi,        All. Sergio Del Bianco
Campionato europeo FIBA dei piccoli stati 20164 Tentoni, 5 Liberti, 6 Macina, 7 Giancecchi, 8 Moretti, 9 Cardinali, 10 Ugolini, 11 Raschi, 12 Zanotti, 13 Casadei, 14 Barišić, 15 Botteghi,        All. Sergio Del Bianco
Campionato europeo FIBA dei piccoli stati 20184 Bombini, 5 Zanotti, 6 Macina, 7 Riccardi, 8 P. Ugolini, 9 Liberti, 10 G. Ugolini, 11 Raschi, 12 Mićević, 13 Felici, 14 Biordi, 15 Botteghi,        All. Massimo Padovano
Campionato europeo FIBA dei piccoli stati 20211 Biordi, 3 Palmieri, 4 Bombini, 6 Macina, 7 Le. Liberti, 8 Pasolini, 9 Renzi, 10 Moretti, 11 Lo. Liberti, 13 Felici, 14 Lettoli, 16 Mićević,        All. Andrea Maghelli
Campionato europeo FIBA dei piccoli stati 20221 Biordi, 2 Renzi, 3 Palmieri, 6 Borello, 10 Moretti, 11 Raschi, 12 Riccardi, 13 Felici, 14 P. Ugolini, 15 Liberti, 21 Fiorani, 22 G. Ugolini,        All. Andrea Maghelli

## Nazionali giovanili
- Selezioni giovanili della nazionale di pallacanestro di San Marino